# Sint Jacob
Sint Jacob, St. Jacob – osada (buurt) w dzielnicy Muizenberg, miasta Willemstad, w dystrykcie Willemstad, w kraju autonomicznym Curaçao, należącym do Holandii, w Ameryce Południowej. 20 października 2023 r. liczyła 1568 mieszkańców. Zarówno pod względem powierzchni jak i liczby ludności jest największą osadą w dzielnicy. 